# Los claveles
Los claveles es una zarzuela, denominada sainete, en un acto dividido en tres cuadros, con libreto de Luis Fernandez de Sevilla y Anselmo C. Carreño, con música del maestro José Serrano. Se estrenó con gran éxito en el Teatro Fontalba de Madrid, el 6 de abril de 1929. Se considera como una de las últimas obras de José Serrano, antes de La dolorosa, en la que se demuestra su buen oficio como compositor. 

## Comentario
El libreto sigue las pautas del sainete clásico, pero llevado a los tiempos actuales, con buen oficio y calidad, por los experimentados autores Anselmo C. Carreño y Luis Fernández de Sevilla, los cuales se habían consolidado como una de las parejas de libretistas más sólidas del género.
En lo que respecta a la música, sabe sacar partido de las situaciones del libreto para demostrar la gran vena melódica que posee, en números antológicos como la romanza "maldita sea", o "mujeres", que todavía siguen interpretándose en numerosos recitales con gran éxito.

## Argumento

### Acto Único
La acción transcurre en Madrid en la fecha del estreno (1929)

#### Cuadro Primero
En una fábrica de perfumes llamada "Los Claveles", las trabajadoras cantan alegremente unas coplas, hasta que llaman a la hora del almuerzo. Rosa, una obrera la cual es conocida por su carácter seductor y por jugar con los hombres, se siente despechada ante la poca falta de atención del cajero de la fábrica, don Fernando. 
Por otra parte, Jacinta está enamorada de Goro, un despistado aprendiz de contable, que siempre anda confundiendo las sumas de dinero, su madre Seña Remedios anda siempre espabilándolo para que se case con Jacinta. Pero su marido, el señor Evaristo es chantajeado por Don Bienvenido, el tío de Jacinta, un hombre bastante fresco, debido a que Don Evaristo mantuvo amores con una hermana suya, siendo Jacinta su hija. Don Bienvenido trata de seducir a la seña Remedios para que deje a su marido. 
A la hora de entrada aprovecha Rosa para poner en ridículo a Fernando, apareciendo una señorita que lo busca y marchándose con él, quedando Rosa llena de rabia y vergüenza ante las risas de sus compañeros.

#### Cuadro Segundo
En una calle, Rosa espera impacientemente a la llegada de Fernando para poder reírse de él. Por otra parte la seña Remedios está preocupada por Goro, el cual cada vez está más triste y no quiere ver a Jacinta, la cual también está triste y fatal. Ella trata de sonsacarle a Bienvenido toda la verdad, el cual ofrece una solución conveniente a los amores de los chicos si ella abandona a Evaristo y se va con él. 
Aparece  Fernando acompañado de la señorita, dejando a Rosa plantada con un palmo de narices. Al final la seña Remedios confronta a Goro y a Jacinta, diciéndole ella que  Jacinta no puede ser su hermana, puesto que él en realidad no es hijo de Evaristo, sino de otra persona, haciendo que la pareja pueda reconciliarse alegremente.

#### Cuadro Tercero
En una paseo cercano a la iglesia de San Antonio de la Florida, la seña Remedios viene con Goro y Jacinta, para preparar la merienda. Fernando se encuentra con doña Remedios y su Familia, todos comentan la felicidad de la pareja y sobre sus desdenes hacia Rosa, la cual anda rabiando. 
Llega Rosa y hablan sobre su relación, Fernando comenta que en realidad está casado, marchándose Rosa indignada. Al final aparece el señor Bienvenido con don Evaristo, el cual viene a separar a la pareja, pero Seña Remedios desvela toda la verdad y espantan a Bienvenido, celebrando la felicidad de la pareja. Por otro lado, Fernando se reencuentra con Rosa, y le comenta su afecto a ella, demostrándole que en realidad todo era mentira y que lo ha hecho para castigarla, que no está casado y que ambos, con el tiempo, lleguen a formar una buena pareja.

## Números musicales
- Acto único[2]
  - Preludio.

- Cuadro Primero 
  - Introducción y coro de obreras: "Animate Irene";
  - Dúo cómico de Jacinta y Goro: "Goro del alma, ven junto a mi";
  - Dúo de Rosa y Fernando, con coro de obreros y empleados: "Tenga muy buenas tardes, señor cajero";
  - Intermedio.

- Cuadro Segundo
  - Romanza de Rosa: "¿Qué te importa que no venga?";
  - Intermedio.

- Cuadro Tercero
  - Monólogo de Fernando: "Mujeres";
  - Dúo de Rosa y Fernando: "¿por qué vuelve la cara, la más hermosa de las mujeres?";
  - Fin de la obra.